# 4212 Sansyu-Asuke
4212 Sansyu-Asuke este un asteroid din centura principală, descoperit pe 28 septembrie 1987 de Kenzō Suzuki și Takeshi Urata.